# Cantó de Baignes-Sainte-Radegonde
El cantó de Baignes-Sainte-Radegonde és un cantó francès del departament del Charente, situat al districte de Cognac. Té 8 municipis i el cap és Baignes-Sainte-Radegonde.

## Municipis
- Baignes-Sainte-Radegonde
- Bors
- Chantillac
- Condéon
- Lamérac
- Reignac
- Le Tâtre
- Touvérac

| Data d'elecció                           | Identitat           | Partit                     | Qualitat |
| ---------------------------------------- | ------------------- | -------------------------- | -------- |
| 1945-1965                                | M. Baudet           | radical                    |          |
| 1965-1970                                | Félix Gaillard      | radical                    |          |
| 1970-2001                                | Pierre-Rémy Houssin | Divers droite, després RPR |          |
| 2001-                                    | Pierre Jaulin       | Divers droite, després UMP |          |
| les dades anteriors no són pas conegudes |                     |                            |          |
|                                          |                     |                            |          |